# Marija Muzyczuk
Marija Ołehiwna Muzyczuk (ukr. Марiя Олегівна Музичук, ur. 21 września 1992 w Stryju) – ukraińska szachista, arcymistrzyni od 2007, posiadaczka męskiego tytułu mistrza międzynarodowego od 2008 roku i arcymistrza od 2015 roku. Mistrzyni świata w szachach od kwietnia 2015 do marca 2016.

## Kariera szachowa
Począwszy od 2001 r. była coroczną reprezentantką Ukrainy na mistrzostwach świata i Europy juniorów (w różnych kategoriach wiekowych), na których zdobyła 9 medali:
- 2001 – Oropesa del Mar (MŚ do 10 lat – srebrny), Kallithea (ME do 10 lat – brązowy),
- 2002 – Peñiscola (ME do 10 lat – złoty),
- 2004 – Heraklion (MŚ do 12 lat – brązowy),
- 2005 – Belfort (MŚ do 14 lat – brązowy),
- 2006 – Batumi (MŚ do 14 lat – srebrny), Herceg Novi (ME do 14 lat – brązowy),
- 2007 – Szybenik (ME do 16 lat – srebrny),
- 2008 – Gaziantep (MŚ do 20 lat – srebrny).

Normy na tytuł arcymistrzyni wypełniła w latach 2006 (podczas rozgrywanych w Kuşadası indywidualnych mistrzostw Europy) oraz 2007 (na drużynowych mistrzostwach Serbii). Do innych jej indywidualnych sukcesów należą m.in. II m. we Lwowie (2006, mistrzostwa Ukrainy do 20 lat, za Dianą Arutiunową), II m. we Wrocławiu (2007, za Jackiem Tomczakiem) oraz I m. w Odessie (2008, mistrzostwa Ukrainy do 20 lat). W 2013 r. zdobyła w Kijowie tytuł indywidualnej mistrzyni Ukrainy.
W 2015 r. odniosła największy sukces w karierze, zdobywając w Soczi tytuł mistrzyni świata (w finale pokonując Natalię Pogoninę). Za wygranie mistrzostw świata została uhonorowana przez Międzynarodową Federację Szachową tytułem męskiego arcymistrza. W marcu 2016 przegrała mecz o mistrzostwo świata kobiet z Hou Yifan w stosunku 3:6.
Wielokrotnie reprezentowała Ukrainę w rozgrywkach drużynowych, m.in.:
- trzykrotnie na olimpiadach szachowych (w latach 2010, 2012, 2014); czterokrotna medalistka: wspólnie z drużyną – dwukrotnie brązowa (2012, 2014) oraz indywidualnie – złota (2010 – na V szachownicy) i srebrna (2012 – na II szachownicy)[4],
- czterokrotnie na drużynowych mistrzostwach świata (w latach 2009, 2011, 2013, 2015); trzykrotna medalistka: wspólnie z drużyną – złota (2013) i brązowa (2009) oraz indywidualnie – srebrna (2013 – na III szachownicy)[5],
- dwukrotnie na drużynowych mistrzostwach Europy (w latach 2011, 2013); trzykrotna medalistka: wspólnie z drużyną – złota (2013) oraz indywidualnie – złota (2013 – na III szachownicy) i srebrna (2011 – na V szachownicy)[6].

Najwyższy ranking w dotychczasowej karierze osiągnęła 1 sierpnia 2014 r., z wynikiem 2530 punktów zajmowała wówczas 9. miejsce na światowej liście FIDE, jednocześnie zajmując 2. miejsce (za Anną Muzyczuk) wśród ukraińskich szachistek.
W 2015 r. odznaczona została Orderem „Za zasługi”.

## Życie prywatne
Starsza siostra Mariji Muzyczuk, Anna, również jest szachistką i posiada tytuł męskiego arcymistrza.